# 汪德馨
汪德馨（？—？），河南夏邑人，是一名清朝政治人物。監生出身。
汪德馨曾于1733年接替吴节民任松江府知府一职，1737年由邱闻诗接任。